# Manuel Gusmão
Pour les articles homonymes, voir Gusmão.
Manuel Mendes Nobre de Gusmão, né à Évora le 11 décembre 1945 et mort le 9 novembre 2023 à Lisbonne, est un poète, essayiste, traducteur et professeur d'université portugais.

## Biographie
Diplômé en philologie romane de l'université de Lisbonne, il passe son doctorat avec une thèse sur La poétique de Francis Ponge (1987).
Il est professeur à la Faculté des lettres de l'université de Lisbonne et fait ses recherches dans les domaines de la littérature portugaise, de la littérature française et de la théorie de la littérature. Il est membre de l'Association internationale de littérature comparée et fondateur de l'Association portugaise de littérature comparée.
Il appartient à la rédaction des magazines O Tempo e o Modo et Letras e Artes et est collaborateur permanent du journal Crítica entre 1961 et 1971.
Il fonde les revues Ariane (revue d'études littéraires françaises), qui paraît depuis 1982, et Dedalus, de l'Association portugaise de littérature comparée, qui paraît depuis 1991. Depuis 1988 il est le coordonnateur éditorial de la revue Vértice.
Il traduit en portugais des poèmes de Francis Ponge.
Lauréat en 2004 du prix D. Diniz, de la Fondation Casa de Mateus ; du prix Vergílio Ferreira, décerné par l'Université d'Évora (2005) et du prix DST de Littérature (2009).

## Œuvres
Essais
- A Poesia de Carlos de Oliveira (1981)
- A Poesia de Alberto Caeiro (1986)

Poésie
- Dois Sois, A Rosa - A Arquitectura do Mundo (1990/2001)
- Mapas: o Assombro e a Sombra (1996)
- Teatros do Tempo (1994-2000) (2001)
- Os Dias Levantados (2002) (livret d'António Pinho Vargas)
- Migrações do Fogo (2004)
- Mapas o Assombro a Sombra (2005)
- A Terceira Mão (2008)
- Pequeno Tratado das Figuras (2013)